# Ljubljana-Domzale-Ljubljana TT 2016
La 3e édition du Ljubljana-Domzale-Ljubljana TT a eu lieu le 10 juin 2016. La course fait partie du calendrier international féminin UCI 2016 en catégorie 1.2. L'épreuve est remportée par la Belge Ann-Sophie Duyck.

## Classements

### Classement final
| \| Classement général \| Classement général \| Classement général \| Classement général \| Classement général \| \| Coureuse \| Coureuse \| Pays \| Équipe \| Temps \| \| ------------------ \| ---------------------- \| ------------------ \| ----------------------------- \| ------------------ \| \| 1re \| Ann-Sophie Duyck \| Belgique \| Belgique \| 27 min 08 s \| \| 2e \| Olga Zabelinskaïa \| Russie \| BePink \| + 8 s \| \| 3e \| Claire Rose \| Royaume-Uni \| Podium Ambition-Club La Santa \| + 13 s \| \| 4e \| Cecilie Gotaas Johnsen \| Norvège \| Norvège \| + 55 s \| \| 5e \| Sarah Storey \| Royaume-Uni \| Podium Ambition-Club La Santa \| + 56 s \| \| 6e \| Eugenia Bujak \| Pologne \| BTC City Ljubljana \| + 1 min 01 s \| \| 7e \| Vita Heine \| Norvège \| Norvège \| + 1 min 06 s \| \| 8e \| Lotte Kopecky \| Belgique \| Belgique \| + 1 min 13 s \| \| 9e \| Vittoria Bussi \| Italie \| Italie \| + 1 min 19 s \| \| 10e \| Martina Ritter \| Autriche \| BTC City Ljubljana \| + 1 min 22 s \| |                        |             |                               |              |
| |                        |             |                               |              |
| Source : Cycling Quotient |                        |             |                               |              |
| Classement général |                        |             |                               |              |
| Coureuse | Coureuse               | Pays        | Équipe                        | Temps        |
| 1re | Ann-Sophie Duyck       | Belgique    | Belgique                      | 27 min 08 s  |
| 2e | Olga Zabelinskaïa      | Russie      | BePink                        | + 8 s        |
| 3e | Claire Rose            | Royaume-Uni | Podium Ambition-Club La Santa | + 13 s       |
| 4e | Cecilie Gotaas Johnsen | Norvège     | Norvège                       | + 55 s       |
| 5e | Sarah Storey           | Royaume-Uni | Podium Ambition-Club La Santa | + 56 s       |
| 6e | Eugenia Bujak          | Pologne     | BTC City Ljubljana            | + 1 min 01 s |
| 7e | Vita Heine             | Norvège     | Norvège                       | + 1 min 06 s |
| 8e | Lotte Kopecky          | Belgique    | Belgique                      | + 1 min 13 s |
| 9e | Vittoria Bussi         | Italie      | Italie                        | + 1 min 19 s |
| 10e | Martina Ritter         | Autriche    | BTC City Ljubljana            | + 1 min 22 s |

### Points UCI
| Position           | 1er | 2e | 3e | 4e | 5e | 6e | 7e | 8e | 9e | 10e |
| Classement général | 40  | 30 | 16 | 12 | 10 | 8  | 6  | 3  | 2  | 1   |